# Isachne pauciflora
Isachne pauciflora är en gräsart som beskrevs av Eduard Hackel. Isachne pauciflora ingår i släktet Isachne och familjen gräs. Inga underarter finns listade i Catalogue of Life.